# Pasión Viviente de Valmaseda
La Pasión Viviente de Balmaseda es un vía crucis que se representa todos los años en la localidad vasca de Valmaseda (Vizcaya). Es la pasión viviente más antigua y más conocida del País Vasco, y uno de los actos más populares de la Semana Santa vasca. En su escenificación intervienen más de 500 vecinos de la villa.

## Origen
Aunque basándose en fuentes orales algunos autores datan sus orígenes en 1480, año en que una epidemia de peste asoló la villa, no hay confirmación documental de la existencia de estas representaciones hasta el año 1771, a través de documentos relativos a los presupuestos municipales que reflejan diversos gastos derivados de las procesiones de Semana Santa.
A mediados del siglo XIX, en 1865, hay constancia documental de la introducción de algunos personajes que acompañan a la procesión tradicional, concretamente soldados romanos. Posteriormente, irá evolucionando con la incorporación progresiva de otros personajes.
En 1935 se produce un hito importante en su desarrollo, al incorporar la representación del Juicio de Pilato, que tiene lugar previamente a la procesión. Este hecho supone un punto de inflexión tras el que se empiezan a incorporar nuevas figuras y escenas hasta llegar a la representación actual, que incluye diversos momentos de la Pasión como la Última Cena, la Oración en el Huerto de los Olivos, el Prendimiento, el Juicio de Pilato y la Crucifixión.

## Organización
Desde 1829 hasta 1974, la representación fue organizada por la Cofradía de la Vera Cruz. En 1974 se constituyó la Asociación Vía Crucis Viviente de Balmaseda, la cual se ocupa desde entonces de su organización.

## Cronología
1771: Consignación de una partida en los presupuestos municipales para los gastos de cera de la Corporación en las procesiones de Semana Santa.
1829: Refundación de la Cofradía de la Vera Cruz, encargada de la representación del Vía Crucis hasta 1974.
1865: Constitución de la Invencible Compañía Farisaica, que incorpora los soldados romanos.
1905: Primeras referencias de la Magdalena y las Tres Marías.
1920: Jesús y el Cirineo participan por primera vez con la cara descubierta.
1935: Se escenifica por primera vez el Pretorio o Juicio de Pilato.
1955: Los ladrones acompañan a Cristo en el Vía Crucis.
1957: Se añaden al Vía Crucis numerosos personajes, siendo los más significativos la Virgen, los Sayones y la Guardia del Sanhedrín.
1963: Se representa por primera vez la Crucifixión.
1974: Se crea la Asociación Vía Crucis Viviente de Balmaseda, para sustituir a la Cofradía de la Vera Cruz en la organización del evento.
1976: Se añade el ahorcamiento de Judas.
1981: Se incorpora la flagelación de Cristo.
1984: En la noche del Jueves Santo se representa por primera vez la Última Cena, a la que se añade la representación del Prendimiento que hasta entonces se realizaba el día de Viernes Santo.
2006: Se incorpora la representación del Juicio de Jesús ante los Sacerdotes del Sanhedrín, la noche del Jueves Santo.

## Sello conmemorativo de Correos
En 2019 la Pasión Viviente de Balmaseda protagonizó un sello de Correos dedicado a la Semana Santa, como parte de la serie 'Tradiciones y Costumbres', junto con otros sellos dedicados a la Semana Santa de Albacete, de Azuaga (Badajoz) y de Medina de Rioseco (Valladolid).